# 罗朝阳 (1963年)
罗朝阳（1963年—），广西田阳人，壮族，中华人民共和国政治人物、第十二届全国人民代表大会广西地区代表。

## 生平
加入中国共产党。2013年，担任全国人大代表。2018年2月24日，当选为第十三届全国人大代表。